# حزمة السنة
حزمة السنة هي قياس سريري لتدخين السجائر يستخدم لقياس تعرض الشخص للتبغ. يستخدم هذا لتقييم خطر الإصابة بسرطان الرئة أو غيرها من الأمراض المتعلقة باستخدام التبغ. مع ذلك من الصعب الاعتماد على التقييم بناءً على سنة العبوة بسبب الطبيعة المختلفة للتغليف من شركات مختلفة.

## تعريف
سنة العبوة هي وحدة لقياس الكمية التي يدخنها الشخص على مدى فترة طويلة من الزمن. يتم حسابه بضرب عدد علب السجائر التي يتم تدخينها يوميًا بعدد السنوات التي يدخنها الشخص. على سبيل المثال، 1 علبة في السنة تساوي تدخين 20 سيجارة (1 علبة) في اليوم لمدة عام واحد، أو 40 سيجارة في اليوم لمدة نصف عام، وهكذا.
حزمة واحدة في السنة تعادل 365.24 علبة سجائر أو 7.305 سيجارة في السنة كمدخن.

## عملية حسابية
عدد سنوات العبوة = عبوات مدخنة يوميًا × سنوات مدخن
عدد سنوات العبوة = عدد السجائر المدخنة في اليوم / 20 × عدد السنوات المدخنة. تحتوي العلبة الواحدة على 20 سيجارة في بعض البلدان
لاحظ أنه على الرغم من أن الوحدة تسمى "سنة الباقة"، فإن الوحدة الفعلية هي ببساطة عدد من الحزم (كما هو موضح أعلاه).
{\displaystyle {\begin{aligned}1{\text{ pack-year}}&={\frac {1{\text{ pack}}}{\text{day}}}\cdot 1{\text{ year}}\\&={\frac {1{\text{ pack}}}{\text{day}}}\cdot 365.24{\text{ days}}\\&=365.24{\text{ packs}}\\&=365.24{\text{ packs}}\cdot {\frac {20{\text{ cigarettes}}}{\text{pack}}}\\&=7,305{\text{ cigarettes}}\end{aligned}}}
على سبيل المثال: الشخص الذي دخن 15 سيجارة يوميًا لمدة 40 عامًا لديه سجل تدخين (15/20) × 40 = 30 علبة في السنة.
علبة واحدة تدخن 20 سيجارة في اليوم لمدة سنة واحدة. إذا قام شخص ما بتدخين 10 سجائر في اليوم لمدة 6 سنوات، فسيكون لديهم تاريخ 3 عبوات. الشخص الذي يدخن 40 سيجارة (عبوتين) يوميًا لمدة 20 عامًا لديه تاريخ 40 علبة.

## أهمية واستخدام
يعد تحديد كمية السنوات المدخنة أمرًا مهمًا في الرعاية السريرية، حيث ترتبط درجة التعرض للتبغ بخطر الإصابة بأمراض مثل سرطان الرئة.